# Federico Luigi, Conte Menabrea
Luigi Federico Menabrea kasnije grof Menabrea i Markiz od Valdora (Chambéry, 4. rujna 1809. — Saint-Cassin, 24. svibnja 1896.) bio je talijanski političar i general, državnik, matematičar i diplomat.

## Životopis
Menabrea je rođen u Chambéryju, tada dijelu Kraljevine Sardinije. Pohađao je sveučilište u Torinu, gdje se obrazovao za inženjera i gdje je doktorirao matematiku.
Političku karijeru započinje 1848., kada je izabran za poslanika u pijemontskom parlamentu, a kasnije je bio ministar obrane i ministar vanjskih poslova.
Menabrea je sudjelovao u 2. talijanskom ratu za neovisnost; postao je general-pukovnik i sudjelovao je u opsadi Gaete. Poslije ove bitke imenovan je senatorom i dobio je naziv grofa. 
 Bio je član stranke "Povijesna desnica". U kraljevini Italiji bio je ministar mornarice od 12. lipnja 1861. do 3. ožujka 1862. i ministar javnih radova od 8. prosinca 1862. do 28. rujna 1864.

Postao je premijer kraljevine Italije 27. listopada 1867. i tu dužnost je obnašao do 14. prosinca 1869. Njegova vlada upamćena je po tri stvari:
- Sukob s Garibaldijem, oko invazije na papinsku državu.[2]
- Povećanje poreza, posebice onih koji su pogodili i najsiromašnije stanovništvo.[3]
- Pokušaj okupacije, s dozvolom Argentine, oblasti u južnoj Patagoniji kada uhićuje talijanske pobunjenike.[4][5]

Bio je strog u provođenju svojih zakona: naredio je generalu Raffaeleu Cadorni da u krvi uguši narodni ustanak.
Pad njegove vlade dogodio se kada su dva ministra odbila dati potporu. Menabrea je kasnije bio veleposlanik u Londonu i Parizu. Umro je u Saint-Cassinu.